# Frágiles
Frágiles (Brasil: Terror em Mercy Falls / Portugal: Frágeis)  é um filme de terror e suspense hispano-britânico, dirigido por Jaume Balagueró e lançado em 2005. Foi protagonizado por Calista Flockhart e Elena Anaya.